# Первая любовь (фильм, 2009)
«Первая любовь» — российский молодёжный музыкальный фильм 2009 года режиссёра-хореографа Егора Дружинина. Премьера фильма состоялась в России 5 марта 2009 года.

## Сюжет
Теглайн: «Вот такая музыка!»
Героиня Юлии Савичевой знакомится с героем Дмитрия Бурукина, и Иваном (Илья Глинников). Героиня Савичевой — Таня занимается танцами в кружке, которым руководит балерина Галина (Илзе Лиепа). Саша и Иван занимаются футболом, спонсором которой выступает отец Александра — Борис (Игорь Балалаев). Он хочет выкупить и закрыть Дом Культуры, в котором занимаются Саша и Таня.

## В ролях
- Юлия Савичева — Таня
- Илзе Лиепа — Галина
- Бурукин Дмитрий — Саша
- Илья Глинников — Иван
- Александр Крылов — Макс
- Игорь Балалаев — Борис
- Юрий Чернов — Николай
- Сергей Зарубин — Георгий
- Екатерина Минькова — Ольга
- Ольга Карпухова — Валя
- Андрей Кранков — Лёха
- Анжелика Каширина (Асланян) — Ника
- Дмитрий Адамович
- Ильшат Шабаев — Танцор